# Estonia ai XXII Giochi olimpici invernali
L'Estonia ha partecipato ai XXII Giochi olimpici invernali, che si sono svolti dal 7 al 23 febbraio 2014 a Soči in Russia, con una delegazione composta da 25 atleti.

## Biathlon
La nazionale estone ha 9 atleti qualificati in merito alle prestazioni del 2012 e del 2013:
- 5 Uomini
- 4 Donne

## Pattinaggio di figura
Gli atleti qualificati per l'Estonia sono:
- 1 Uomo
- 1 Donna